# روجر كيلي
روجر كيلي (بالإنجليزية: Roger Joseph Kiley)‏ هو قاضي ومحامي أمريكي، ولد في 23 أكتوبر 1900 في شيكاغو في الولايات المتحدة، وتوفي في 6 سبتمبر 1974.